# Mistrzostwa Europy w Lekkoatletyce 1986 – bieg na 400 m kobiet

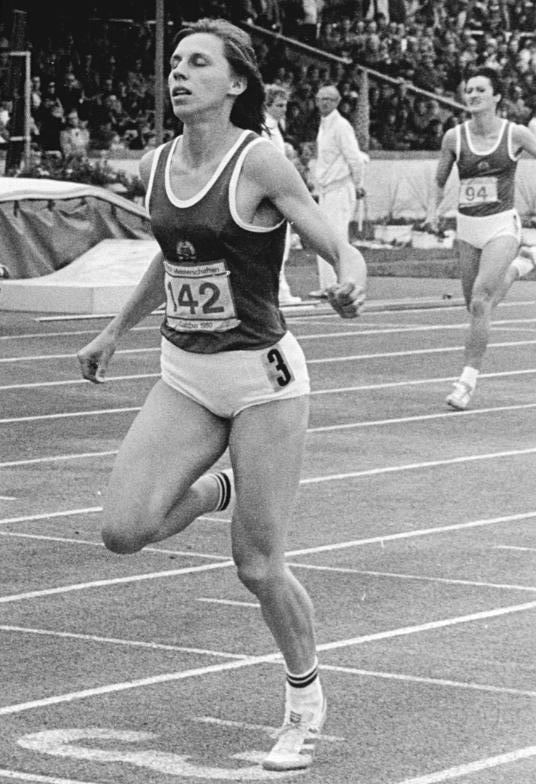
Marita Koch

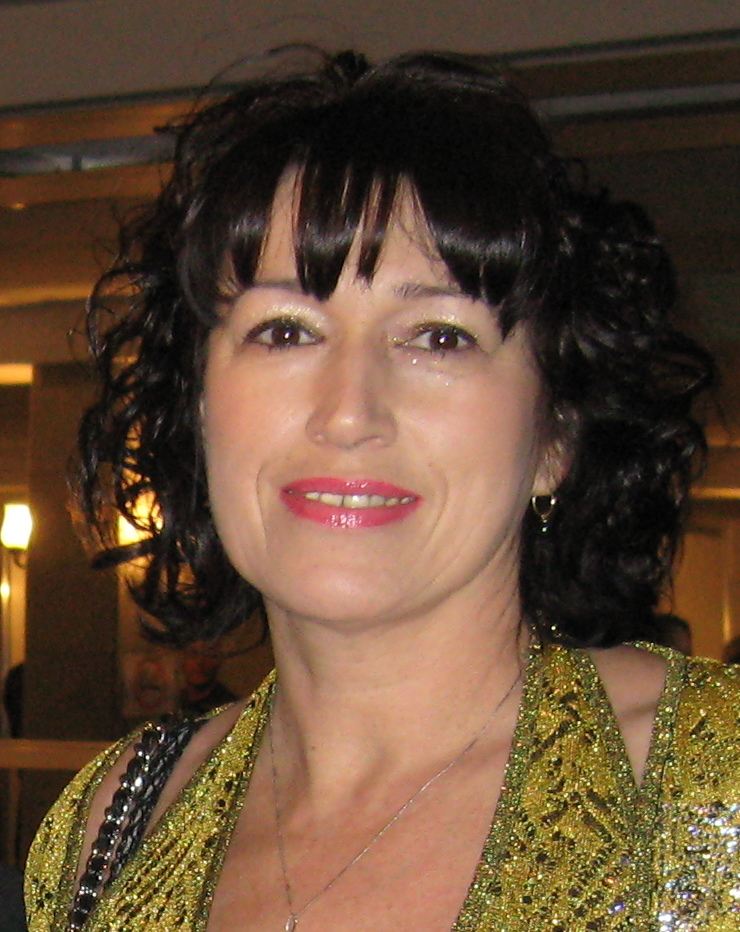
Olha Władykina

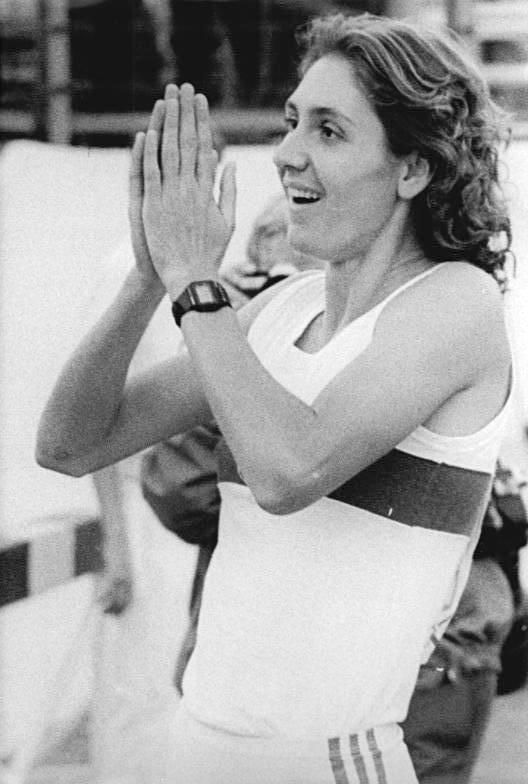
Petra Müller

Bieg na dystansie 400 metrów kobiet był jedną z konkurencji rozgrywanych podczas XIV mistrzostw Europy w Stuttgarcie. Biegi eliminacyjne zostały rozegrane 26 sierpnia, biegi półfinałowe 27 sierpnia, a bieg finałowy 28 sierpnia 1986 roku. Zwyciężczynią tej konkurencji została reprezentantka Niemieckiej Republiki Demokratycznej Marita Koch, która zdobyła złoty medal w tej konkurencji po raz trzeci z rzędu. W rywalizacji wzięło udział osiemnaście zawodniczek z jedenastu reprezentacji.

## Rekordy
| Rekord świata     | Marita Koch (GDR) | 47,60 | Canberra, Australia | 06.10.1985. |
| Rekord Europy     | Marita Koch (GDR) | 47,60 | Canberra, Australia | 06.10.1985  |
| Rekord mistrzostw | Marita Koch (GDR) | 48,16 | Ateny, Grecja       | 08.09.1982  |

## Wyniki

### Eliminacje
Rozegrano trzy biegi eliminacyjne. Do półfinałów awansowały po cztery najlepsze zawodniczki każdego biegu eliminacyjnego (Q) oraz cztery spośród pozostałych z najlepszym czasem (q).
Bieg 1
| Miejsce | Zawodniczka     | Czas  | Uwagi |
| ------- | --------------- | ----- | ----- |
| 1       | Marita Koch     | 52,34 | Q     |
| 2       | Marija Pinigina | 52,43 | Q     |
| 3       | Karin Lix       | 52,86 | Q     |
| 4       | Fabienne Ficher | 52,91 | Q     |
| 5       | Blanca Lacambra | 54,51 |       |
| 6       | Pat Walsh       | 54,65 |       |

Bieg 2
| Miejsce | Zawodniczka       | Czas  | Uwagi |
| ------- | ----------------- | ----- | ----- |
| 1       | Marzena Wojdecka  | 52,79 | Q     |
| 2       | Kirsten Emmelmann | 52,81 | Q     |
| 3       | Olha Władykina    | 52,92 | Q     |
| 4       | Gisela Kinzel     | 53,02 | Q     |
| 5       | Cosetta Campana   | 53,30 | q     |
| 6       | Anne Gundersen    | 54,35 | q     |

Bieg 3
| Miejsce | Zawodniczka      | Czas  | Uwagi |
| ------- | ---------------- | ----- | ----- |
| 1       | Olga Nazarowa    | 52,26 | Q     |
| 2       | Petra Müller     | 52,36 | Q     |
| 3       | Taťána Kocembová | 52,39 | Q     |
| 4       | Ute Thimm        | 52,39 | Q     |
| 5       | Helen Barnett    | 52,46 | q     |
| 6       | Erica Rossi      | 53,31 | q     |

### Półfinały
Rozegrano dwa półfinały. Do finału awansowały po cztery najlepsze zawodniczki każdego biegu półfinałowego (Q).
Półfinał 1
| Miejsce | Zawodniczka       | Czas  | Uwagi |
| ------- | ----------------- | ----- | ----- |
| 1       | Petra Müller      | 49,84 | Q     |
| 2       | Olha Władykina    | 50,23 | Q     |
| 3       | Kirsten Emmelmann | 50,79 | Q     |
| 4       | Ute Thimm         | 51,60 | Q     |
| 5       | Olga Nazarowa     | 52,11 |       |
| 6       | Marzena Wojdecka  | 53,26 |       |
| 7       | Cosetta Campana   | 53,89 |       |
| 8       | Anne Gundersen    | 53,98 |       |

Półfinał 2
| Miejsce | Zawodniczka      | Czas  | Uwagi |
| ------- | ---------------- | ----- | ----- |
| 1       | Marita Koch      | 50,74 | Q     |
| 2       | Taťána Kocembová | 51,91 | Q     |
| 3       | Fabienne Ficher  | 52,14 | Q     |
| 4       | Karin Lix        | 52,46 | Q     |
| 5       | Helen Barnett    | 52,47 |       |
| 6       | Erica Rossi      | 53,22 |       |
| –       | Gisela Kinzel    | DQ    |       |
| –       | Marija Pinigina  | DNS   |       |

### Finał
| Miejsce | Zawodniczka       | Czas  |
| ------- | ----------------- | ----- |
| 1       | Marita Koch       | 48,22 |
| 2       | Olha Władykina    | 49,67 |
| 3       | Petra Müller      | 49,88 |
| 4       | Kirsten Emmelmann | 50,43 |
| 5       | Ute Thimm         | 51,15 |
| 6       | Taťána Kocembová  | 51,50 |
| 7       | Fabienne Ficher   | 51,91 |
| 8       | Karin Lix         | 52,89 |